# Cattedrale di Agen
La cattedrale di San Caprasio (in francese: Cathédrale Saint-Capraisen) è il principale luogo di culto cattolico di Agen, nel dipartimento del Lot e Garonna, in Francia.
È sede del vescovo di Agen.
L'edificio è monumento storico di Francia dal 1862 e patrimonio dell'Umanità dal 1998, in quanto compreso nel cammino di Santiago de Compostela.

## Storia
Costruita nel XII secolo sul posto di un'antica basilica episcopale del VI secolo, inizialmente era stata adibita a collegiale. Saccheggiata nel 1561 durante le guerre di religione, successivamente (1791) adibita a magazzino per il foraggio, riaperta al culto nel 1796, fu elevata a cattedrale nel 1802 per sostituire la vecchia cattedrale di Santo Stefano, distrutta durante la Rivoluzione francese.
Tra il 1835 e il 1847 fu poi rinnovata per volere del vescovo Jean-Aimé de Levezou de Vezins, dall'architetto Gustave Bourrières, che rimaneggiò nella facciata sud, il campanile e i pavimenti interni.

## Descrizione

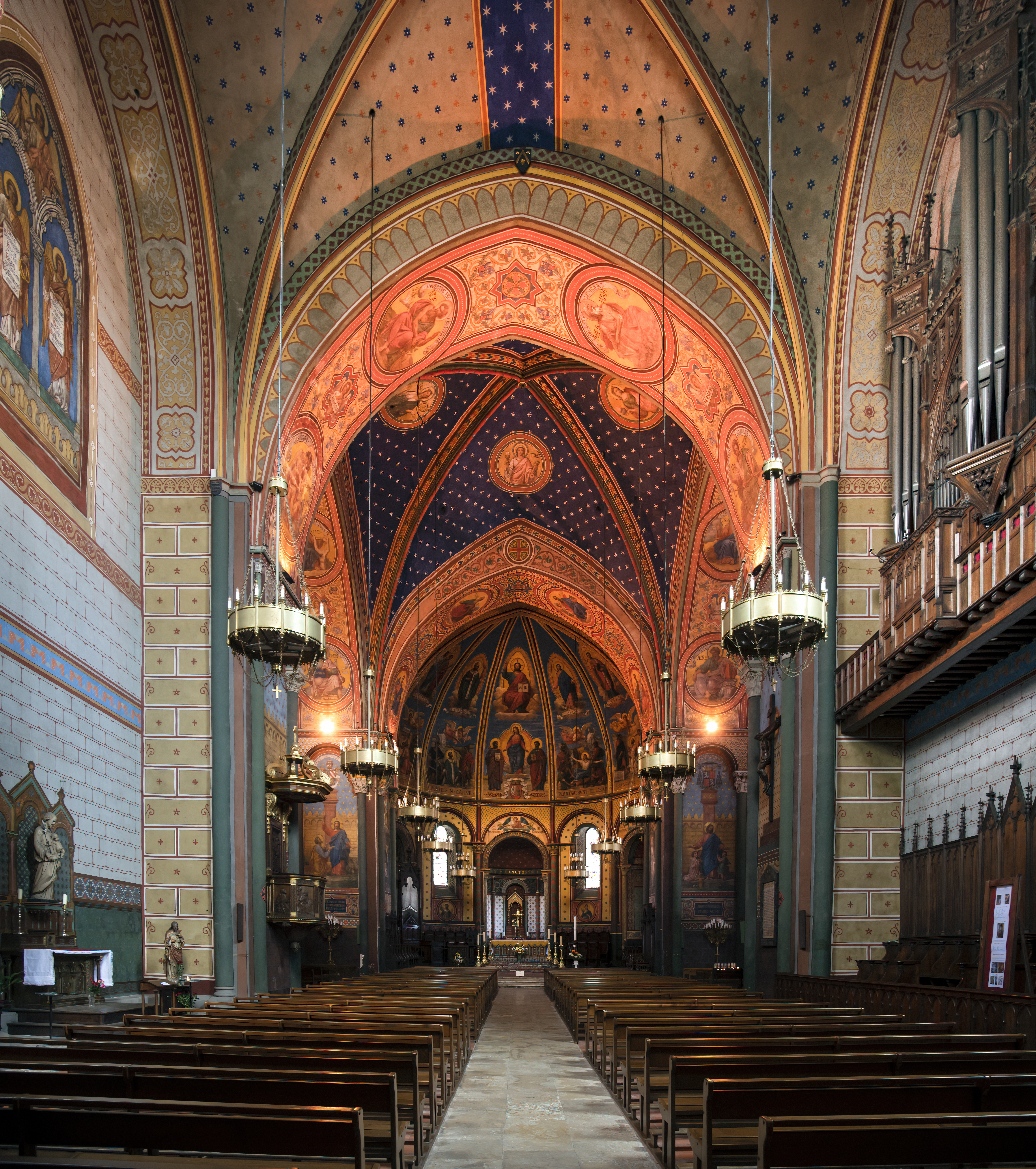
Interno

### Esterno
La cattedrale, nelle forme, ricorda le chiese bizantine. L'esterno delle cappelle radiali è caratterizzato da una decorazione ad archetti ciechi poggianti su colonnine e sormontati da mensole con scolpite teste umane ed animali. Il campanile (1835) ha la particolarità di essere composto dei tre elementi stilistici gotici (a lancette, radiante e fiammeggiante) curiosamente presentati in ordine cronologico inverso.

### Interno
L'interno è a unica navata in stile gotico, con transetto e coro poco profondo affiancato da due cappelle (dedicate rispettivamente a sant'Anna e alla Vergine Maria) e chiuso da un'abside semicircolare, nella quale si aprono tre cappelle radiali: quella centrale, quella di destra dedicata a san Primo e a san Feliciano, quella di sinistra a santa Fede. Le pareti sono interamente decorate con affreschi del tolosano Jean-Louis Bézard che tra il 1845 e il 1869 dipinse prima la cappella della Vergine, poi l'intera cattedrale, raffigurando nelle volte i martiri dei santi di Agen, nel resto della chiesa temi locali e iconografia mariana e le grandi figure della Bibbia dell'Antico e del Nuovo testamento. Per i medaglioni degli archi della crociera del transetto Bézard si ispirò alle chiese siciliane di Palermo e Monreale.
Nella transetto settentrionale, è presente un interessante cul-de-lampe in forma tipica del XIII secolo.

### Organi a canne
All'interno della cattedrale si trovano due organi a canne.
Lo strumento principale è situato su un'apposita cantoria che si apre nella parete di destra della seconda campata della navata; venne costruito da Jean-Baptiste Stoltz nel 1855 per l'Esposizione Universale di Parigi dello stesso anno, ed installato nella chiesa nel 1859. Venne profondamente modificato nel 1954 dalle ditte Rochesson prima e Gonzalez poi, e nel 2004 è stato restaurato da Claude Berger e dalla Manufacture languedocienne de grandes orgues. L'organo, a trasmissione meccanica con leva Barker, dispone 45 registri su tre manuali e pedale; è interamente racchiuso all'interno di una cassa lignea in stile neogotico ed è monumento storico di Francia relativamente sia alla parte strumentale, sia alla cassa.
Sotto l'arco della cappella radiale di sinistra dell'abside, vi è un secondo organo a canne; venne costruito dai fratelli Magen nel 1885. A trasmissione integralmente meccanica, dispone di 15 registri su due manuali e pedale ed è monumento storico di Francia relativamente alla parte strumentale.

## Galleria d'immagini

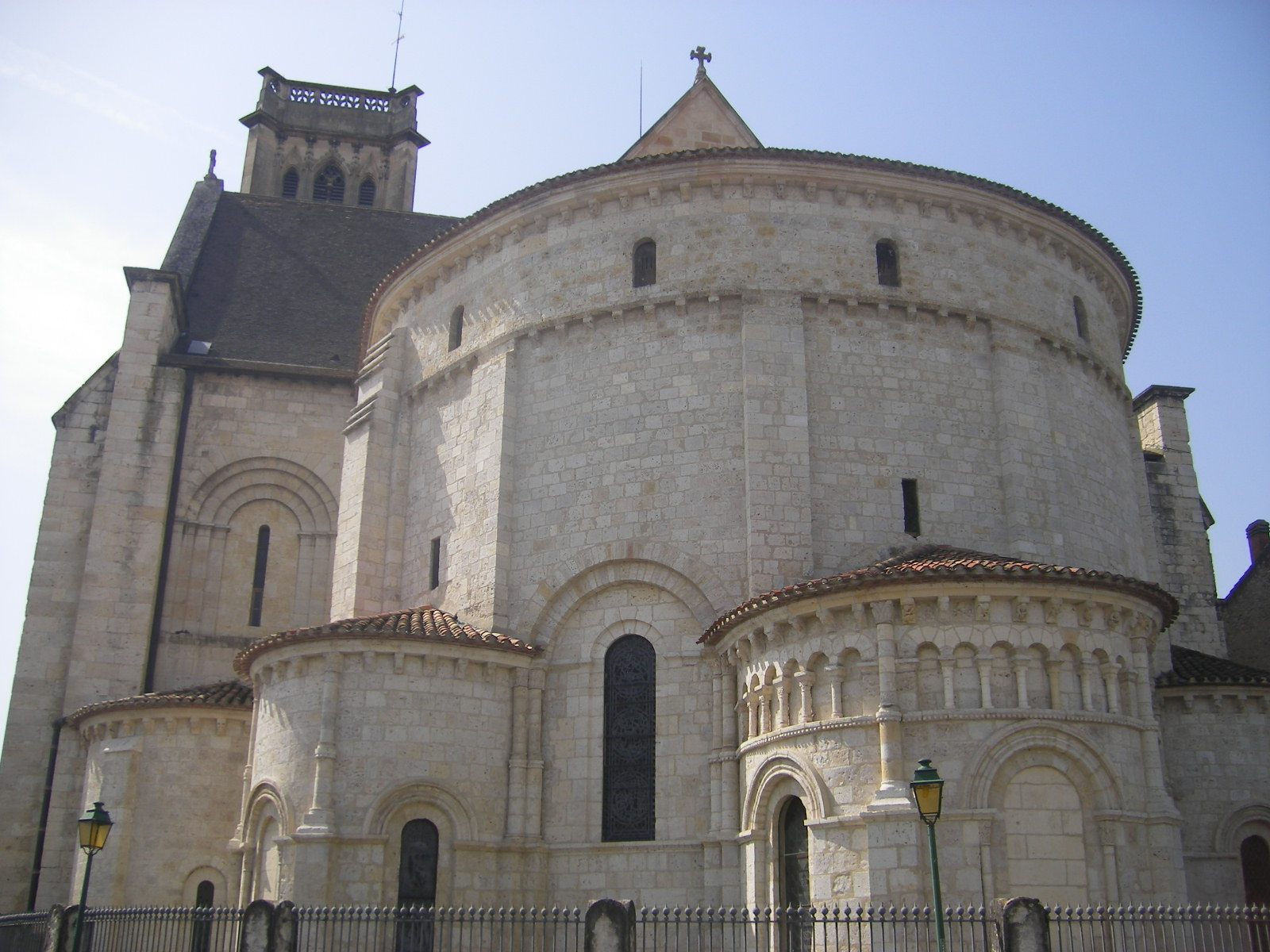
Esterno dell'abside
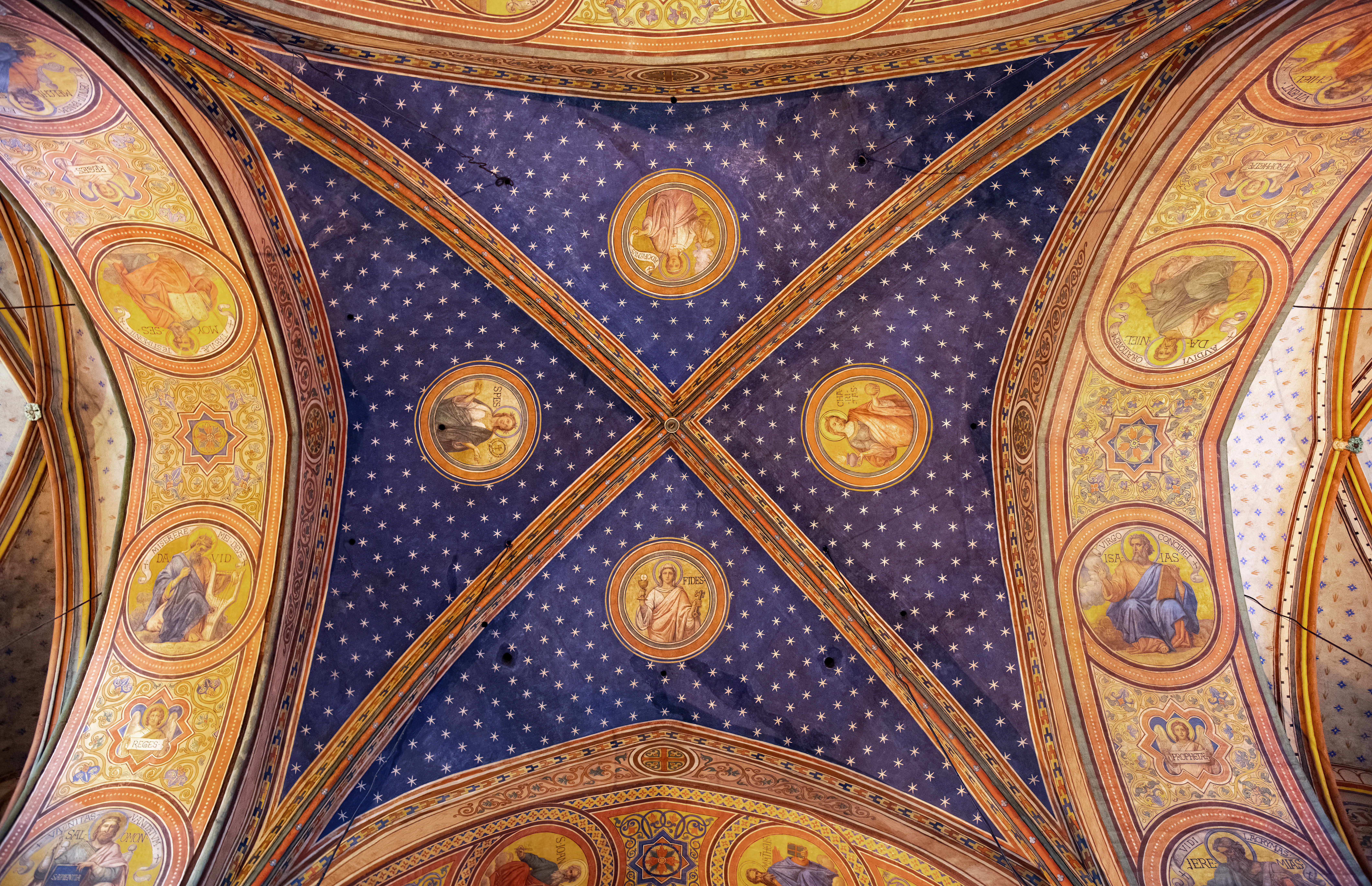
Soffitto della crociera
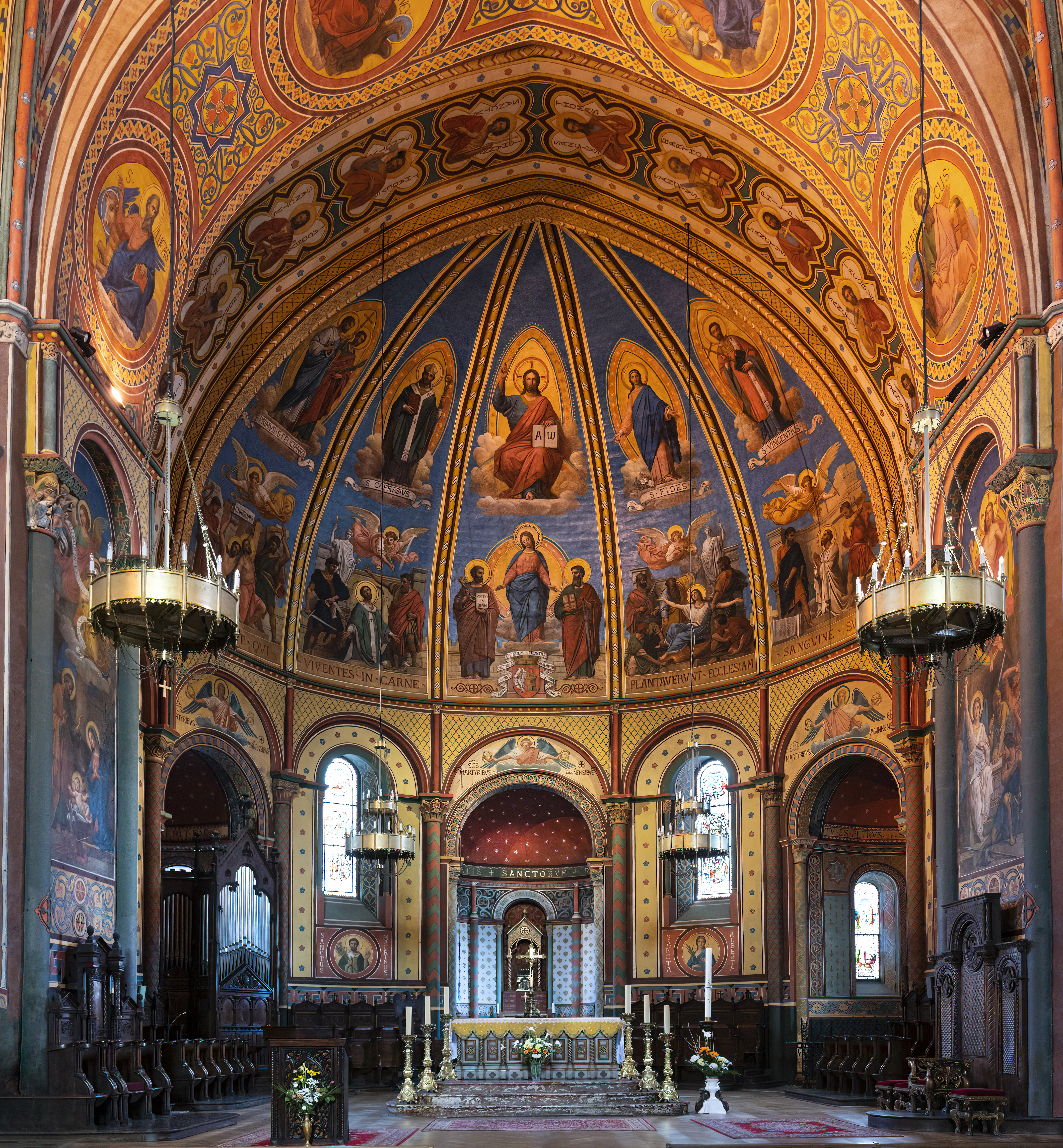
Il Coro
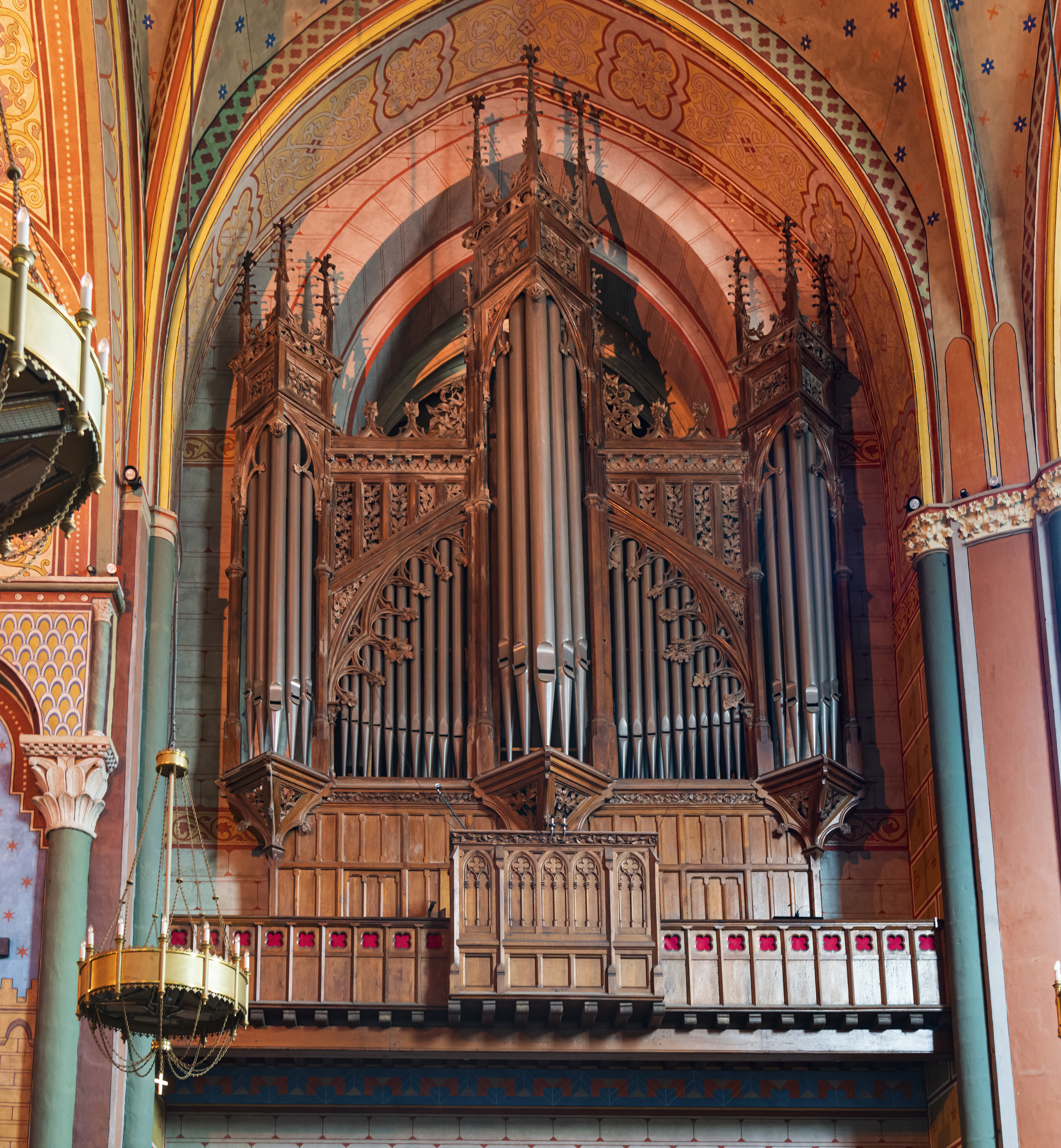
L'organo maggiore